# هيلين وير
هيلين وير (بالإنجليزية: Helen Ware)‏ هي ممثلة أمريكية، ولدت في 15 أكتوبر 1877 بسان فرانسيسكو في الولايات المتحدة، وتوفيت في 25 يناير 1939 بكارميل-بي-ثي-سي في الولايات المتحدة بسبب مرض.

## أعمال

### أفلام
- (1933) مجد الصباح

## وصلات خارجية
- هيلين وير على موقع IMDb (الإنجليزية)
- هيلين وير على موقع أول موفي (الإنجليزية)
- هيلين وير على موقع قاعدة بيانات برودواي على الإنترنت (الإنجليزية)
- هيلين وير على موقع قاعدة بيانات الأفلام السويدية (السويدية)
- هيلين وير على موقع إن إن دي بي (الإنجليزية)
- هيلين وير على موقع قاعدة بيانات الفيلم (الإنجليزية)
- هيلين وير على موقع كينوبويسك (الروسية)